# 2015—2016年南太平洋熱帶氣旋季
2015－16年南太平洋熱帶氣旋季泛指在2015年7月至2016年6月內的任何時間，於南太平洋所產生的熱帶氣旋。大部份於南太平洋的熱帶氣旋通常都會於11月至4月期間形成。
本條目的範圍僅侷限於赤道以南，東經160度以東的南太平洋水域。在南太平洋產生的熱帶氣旋是由斐濟和新西蘭命名，而美国聯合颱風警報中心會把在該地區的熱帶低氣壓的編號以P字母作結。该风季是有史以来具有灾难性的南太平洋热带气旋季，全季对大范围地区造成毁灭性打击，共导致50人死亡，损失数额更创下新纪录，高达14亿美元。分别是强烈热带氣旋溫斯頓。大部分人员伤亡和财产损失都是这场热带气旋引起，温斯顿则是有纪录以来最强烈的南半球热带气旋。也是对斐济造成最大损失的热带气旋。
]]
以下各熱帶氣旋資訊以熱帶氣旋存在期間的最強形態為準。

## 熱帶氣旋

### 熱帶氣旋圖尼（Tuni）
2015年11月23日06:00UTC，斐濟氣象局把一個位於南緯14度，西經179度的低壓區升格為熱帶擾動，並給予編號03F。
11月27日06:00UTC，斐濟氣象局將其升格為熱帶低氣壓。18:00UTC，聯合颱風警報中心將其升格為熱帶風暴，並給予編號04P。
11月28日06:00UTC，斐濟氣象局將其升格為一級熱帶氣旋，並命名為圖尼（Tuni）。
11月29日18:00UTC，聯合颱風警報中心為其發出最後熱帶氣旋報告。
11月30日06:00UTC，斐濟氣象局將其降格為熱帶低氣壓，並對其發出最後熱帶氣旋報告。

### 強烈熱帶氣旋烏拉（Ula）
2015年12月26日06:00UTC，斐濟氣象局把一個位於南緯10度，東經164度的低壓區升格為熱帶擾動，並給予編號05F。
12月30日00:00UTC，斐濟氣象局將其升格為熱帶低氣壓。06:00UTC，斐濟氣象局將其升格為一級熱帶氣旋，並命名為烏拉（Ula）。同時，聯合颱風警報中心將其升格為熱帶風暴，並給予編號06P。
12月31日00:00UTC，斐濟氣象局將其升格為二級熱帶氣旋。18:00UTC，斐濟氣象局將其升格為三級強烈熱帶氣旋。同時，聯合颱風警報中心直接將其升格為二級熱帶氣旋。
2016年1月1日18:00UTC，聯合颱風警報中心將其降格為一級熱帶氣旋。
1月2日00:00UTC，聯合颱風警報中心再次將其升格為二級熱帶氣旋。
1月4日06:00UTC，聯合颱風警報中心再次將其降格為一級熱帶氣旋。
1月5日00:00UTC，斐濟氣象局將其降格為二級熱帶氣旋。06:00UTC，聯合颱風警報中心將其降格為熱帶風暴。18:00UTC，斐濟氣象局將其降格為一級熱帶氣旋。
1月7日18:00UTC，斐濟氣象局再次將其升格為二級熱帶氣旋。
1月8日12:00UTC，斐濟氣象局再次將其升格為三級強烈熱帶氣旋。18:00UTC，聯合颱風警報中心再次將其升格為一級熱帶氣旋。
1月9日18:00UTC，斐濟氣象局將其升格為四級強烈熱帶氣旋。同時，聯合颱風警報中心將其升格為四級熱帶氣旋。
1月10日18:00UTC，聯合颱風警報中心將其降格為三級熱帶氣旋。
1月11日00:00UTC，斐濟氣象局將其降格為三級強烈熱帶氣旋。06:00UTC，聯合颱風警報中心將其降格為二級熱帶氣旋。18:00UTC，烏拉離開斐濟氣象局監控區域，進入新西蘭氣象局監控區域。同時，聯合颱風警報中心再次將其降格為一級熱帶氣旋。
1月12日00:00UTC，新西蘭氣象局將其降格為二級熱帶氣旋。06:00UTC，聯合颱風警報中心將其降格為熱帶風暴。12:00UTC，新西蘭氣象局認為烏拉已經轉化為溫帶氣旋，並為其發出最後的熱帶氣旋報告。18:00UTC，聯合颱風警報中心為其發出最後熱帶氣旋報告。

### 強烈熱帶氣旋維克托（Victor）
2016年1月10日21:00UTC，斐濟氣象局把一個位於南緯9度，西經157度的低壓區升格為熱帶擾動，並給予編號08F。
1月13日18:00UTC，斐濟氣象局將其升格為熱帶低氣壓。
1月14日10:30UTC，聯合颱風警報中心對其發佈熱帶氣旋形成警報，並對其評級提升為「HIGH」。18:00UTC，聯合颱風警報中心將其升格為熱帶風暴，並給予編號07P。
1月15日06:00UTC，斐濟氣象局將其升格為一級熱帶氣旋，並命名為維克托（Victor）。12:00UTC，斐濟氣象局將其升格為二級熱帶氣旋。18:00UTC，聯合颱風警報中心將其升格為一級熱帶氣旋。
1月16日12:00UTC，斐濟氣象局將其升格為三級強烈熱帶氣旋。
1月18日18:00UTC，聯合颱風警報中心將其升格為二級熱帶氣旋。
1月19日06:00UTC，聯合颱風警報中心將其降格為一級熱帶氣旋。
1月20日12:00UTC，斐濟氣象局將其降格為二級熱帶氣旋。
1月21日00:00UTC，斐濟氣象局再次將其升格為三級強烈熱帶氣旋。12:00UTC，斐濟氣象局再次將其降格為二級熱帶氣旋。18:00UTC，聯合颱風警報中心將其降格為熱帶風暴。
1月22日06:00UTC，斐濟氣象局將其降格為一級熱帶氣旋。18:00UTC，聯合颱風警報中心將其降格為熱帶低氣壓，並為其發出最後的警報。
1月23日00:00UTC，斐濟氣象局將其降格為熱帶低氣壓。18:00UTC，維克托離開斐濟氣象局監控區域，進入新西蘭氣象局監控區域。
1月24日12:00UTC，新西蘭氣象局認為維克托已經轉化為溫帶氣旋，並為其發出最後的熱帶氣旋報告。

## 其他熱帶氣旋
除了被命名的熱帶氣旋外，還有一些沒被命名的熱帶低氣壓和被聯合颱風警報中心認為是熱帶風暴的熱帶氣旋。以下列出那些熱帶氣旋的資料。

### 熱帶低氣壓拉克爾（Raquel）
2015年7月2日06:00UTC，拉克爾越過東經160度線，離開澳洲海域，返回由斐濟氣象局負責的南太平洋海域。當時斐濟氣象局定性其為熱帶低氣壓，並繼續使用編號17F。而聯合颱風警報中心當時將其定性為熱帶風暴。
7月3日12:00UTC，聯合颱風警報中心將其降格為熱帶低氣壓。18:00UTC，聯合颱風警報中心再次將其升格為熱帶風暴。
7月4日00:00UTC，聯合颱風警報中心將其降格為熱帶低氣壓，並對其發出最後的警報。09:00UTC，拉克爾再次越過東經160度線，離開南太平洋海域，再次進入澳洲海域。

### 熱帶低氣壓01F
2015年7月30日06:00UTC，斐濟氣象局把一個位於霍尼亞拉東北偏北約920公里的低壓區升格為熱帶擾動，並給予編號01F。
8月1日06:00UTC，斐濟氣象局將其升格為熱帶低氣壓。
8月2日18:00UTC，聯合颱風警報中心將其升格為熱帶風暴，並給予編號01P。
8月3日18:00UTC，聯合颱風警報中心將其降格為熱帶低氣壓，並為其發出最後的警報。
8月4日21:00UTC，斐濟氣象局對其發出最後的熱帶氣旋報告。

### 熱帶低氣壓02F
2015年10月12日21:00UTC，斐濟氣象局把一個位於楠迪西北約1000公里的低壓區升格為熱帶擾動，並給予編號02F。
10月15日00:00UTC，斐濟氣象局將其升格為熱帶低氣壓。18:00UTC，聯合颱風警報中心將其升格為熱帶風暴，並給予編號02P。
10月17日18:00UTC，聯合颱風警報中心將其降格為熱帶低氣壓，並為其發出最後的警報。
10月18日00:00UTC，斐濟氣象局對其發出最後的熱帶氣旋報告。

## 風暴名稱
本年未用名稱以灰色表示，黑體字表示今年已經使用過，粗體名稱表示該風暴活躍中，橙色表示下一個即將使用的熱帶氣旋名稱。
| - Tuni - Ula - Victor - Winston - Yalo | - Zena - Amos - Bart（未用） - Colin（未用） - Donna（未用） |

## 內部連結
- 2015年太平洋颱風季
- 2015年太平洋颶風季
- 2015年大西洋颶風季
- 2015年北印度洋氣旋季
- 2016年太平洋颱風季
- 2016年太平洋颶風季
- 2016年大西洋颶風季
- 2016年北印度洋氣旋季
- 2015－2016年西南印度洋熱帶氣旋季
- 2015－2016年澳洲地區熱帶氣旋季

## 外部連結
- World Meteorological Organization
- Fiji Meteorological Service (RSMC Nadi)
- Meteorological Service of New Zealand (TCWC Wellington)（页面存档备份，存于）
- Joint Typhoon Warning Center (JTWC)（页面存档备份，存于）